# Abendstudio
Das Abendstudio war eine Hörfunksendung, die von 1948 bis 2003 vom Hessischen Rundfunk (hr) produziert und ausgestrahlt wurde. Gegründet wurde sie von dem Schriftsteller Alfred Andersch bei Radio Frankfurt, dem Vorgänger des hr. „Strömungen der modernen Kultur“ lautete der programmatische Untertitel der Sendereihe, die als das avancierteste unter den Nachtprogrammen der ARD galt.

## Geschichte
Alfred Andersch unterschrieb am 1. August 1948 seinen Vertrag bei Radio Frankfurt. Er übernahm die Aufgabe, ein vorerst noch so genanntes „Mitternachtsstudio“ nach dem Hamburger Vorbild aufzubauen. Bereits am 19. Oktober 1948 wurde die erste Sendung ausgestrahlt.
Die Redaktion des Abendstudios wollte nicht nur neue Inhalte vermitteln, sondern bemühte sich auch um die Entwicklung radiofoner Formen wie der Hörfolge, aus der das Feature entstand. Neben Gesprächen und Diskussionen gehörten Vorträge, Autorenlesungen und Hörspiele zum festen Bestandteil des Programms, das nach der Gründung des zweiten Programms in hr2 gesendet wurde.
Zu den bekanntesten Stücken, die für das Abendstudio produziert wurden, zählen Siegfried Lenz’ Die Nacht des Tauchers (1955) und Hans Magnus Enzensbergers Acht Minuten Welt in Scherben (1957); beide sind später auch als Hörbuch erschienen. Ulrike Meinhof schrieb Anfang der 60er-Jahre für die Frankfurter Sendereihe Features über Arbeitsunfälle am Fließband und Himmlers Adjutanten Karl Wolff.
Zu den Autoren des Abendstudios zählten nicht nur namhafte Schriftsteller, sondern auch Philosophen, insbesondere Vertreter der Frankfurter Schule. Theodor W. Adorno sprach in seinen Vorträgen unter anderem über „Das Altern der Neuen Musik“ (1955), Jürgen Habermas über „Neokonservative in den USA und der Bundesrepublik“ (1982) und Alfred Schmidt über „Herbert Marcuses Heidegger-Marxismus“ (1989).
Im September 2003 wurde die Sendereihe bei einer Programmreform zugunsten der Gesprächsreihe „hr2 Doppel-Kopf“ eingestellt.

## Leiter des hr-Abendstudios
- Alfred Andersch (1948–1954)
- Heinz Friedrich (1954–1956)
- Adolf Frisé (1956–1962)
- Hans Heinz Holz (1962–1964)
- Gert Kalow (1964–1986)
- Peter Kemper (1986–2003)